# 威廉姆斯FW43
威廉姆斯FW43是2021年一级方程式世界锦标赛威廉姆斯车队的比賽用車。由威廉姆斯车队在Doug McKiernan指導下设计和制造的一级方程式赛车。賽車由尼古拉斯·拉提菲和乔治·拉塞尔駕駛，他們分別為團隊效力第一年和第二年。韩世龙、羅伊·尼西尼、傑米·查德威克和丹·蒂克特姆擔任車隊的預備和發展車手。
這些後備車手之一，韩世龙,在2020年萨基尔大奖赛中駕駛FW43首次亮相大獎賽，在梅賽德斯的常規車手路易斯·漢米爾頓檢測出冠狀病毒呈陽性並被迫退出同一賽事後，取代了被梅赛德斯AMG车队徵召參加同一賽事的乔治·拉塞尔。在路易斯·漢米爾頓獲准參加梅賽德斯車隊的比賽后，乔治·拉塞尔回到威廉姆斯參加2020年阿布扎比大獎賽后，而韩世龙則重返做後備車手。
該車由 Doug McKiernan 和 Dave Wheater 設計，David Worner 和 Jonathan Carter 分別擔任首席設計師和副總設計師。該車原計劃在2020年澳大利亞大獎賽上登場，但由於2019冠狀病毒病疫情的影響而推遲或取消了幾場比賽，這被推遲了。結果FW43在2020年奧地利大獎賽上首次亮相。
大流行還導致原計劃於2021年引入的技術規則被推遲。研发工作受到影响。促使10支F1车队的领队与FIA主席让·托德、F1老板切斯·凯里、F1运动总监罗斯·布朗于2020年3月19日召开电话会议，并最终同意将2021款新规，推迟到2022年执行。
威廉姆斯推出了用於2021年的“FW43B”。

## 初始設計
這輛車是由大衛·沃納和喬納森·卡特設計的，他們都是第一年任職於車隊，之前曾分別在紅牛和雷諾工作。 威廉姆斯將FW43描述為其前身的進化版，認為FW42是設計FW43的良好基礎。
對側箱進行了幾項重大更改。首先，賽車從側箱頂部到地板引入了一個陡坡，以引流空氣到達賽車的底板。這與在2012年中看到的紅牛RB8和薩伯C31上看到的側箱設計有相似之處。威廉姆斯還縮小了側艙前部的進氣口大小，並將側箱的外面壓平。後視鏡和後視鏡支架也進行了空氣動力學改進。

## 2020年季前

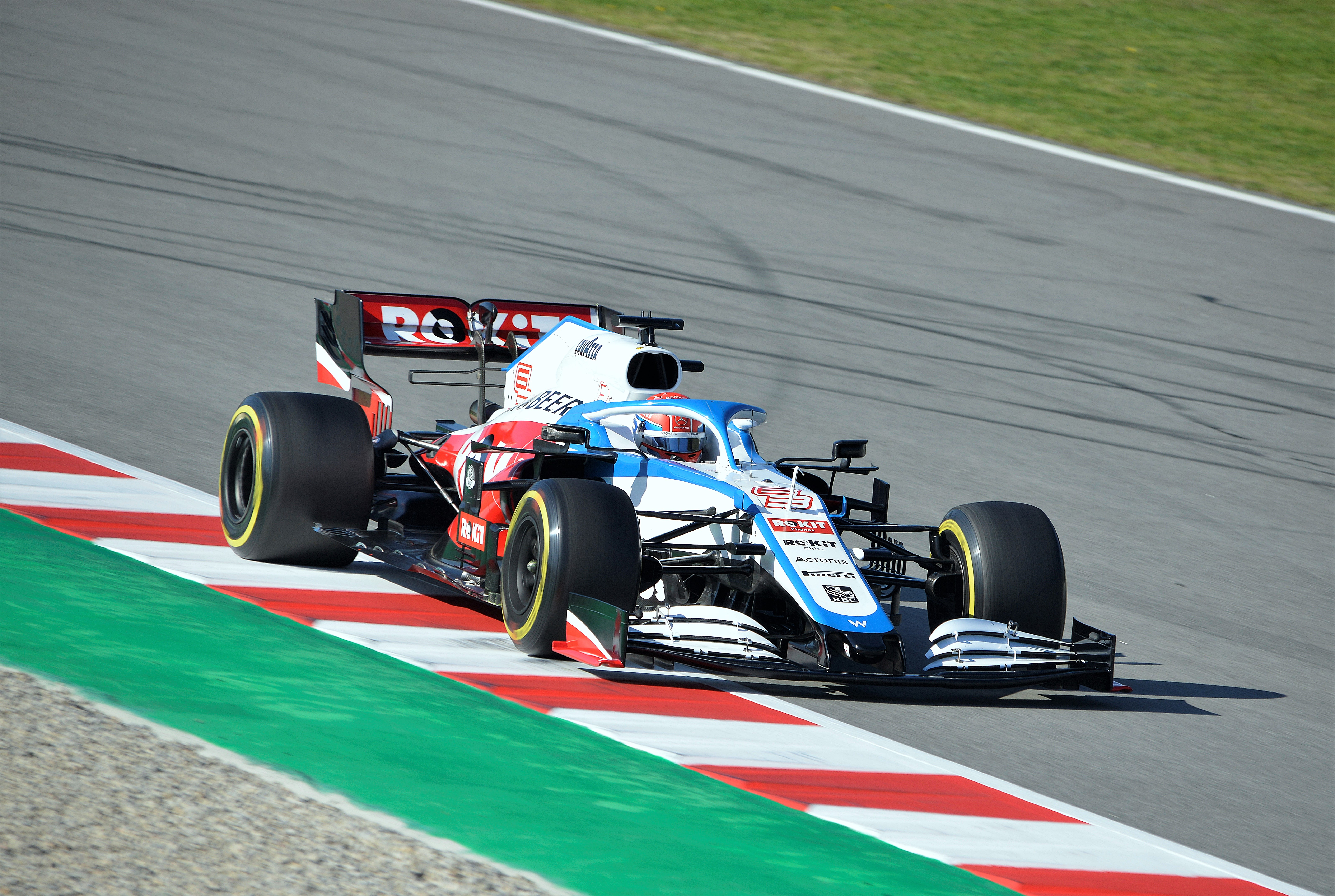
的原始塗裝，在季前測試期間乔治·拉塞尔駕駛著FW43。

在經歷了車隊歷史上最糟糕的賽季（包括錯過了2019年前兩天的季前測試）之後，威廉姆斯在2020賽季的測試變得更加順利。喬治·拉塞爾說，他認為威廉姆斯車隊在上賽季獲得最後一名後現在仍然擁有最慢的賽車，但這是相比其前身FW42的改進。
FW43在季前測試中，紅色、白色和藍色的制服上印有車隊的冠名贊助商、電信公司 ROKiT 的標誌。然而在5月下旬，在推遲了的2020賽季開始之前，車隊宣布終止與 ROKiT 的冠名贊助安排，並將在首場比賽前公佈新的塗裝。

## 參賽記錄

### FW43
拉塞爾和拉蒂菲分別獲得了賽季開幕戰奧地利大獎賽排位賽的第17和第20名。拉塞爾因燃油壓力問題退出比賽，在此之前他一直排在第13位，而拉蒂菲則以第11名完賽。車隊領隊克萊爾·威廉姆斯表示，與艱難的2019年相比，車隊的表現出現一個“轉折點”。 在受雨影響的排位賽之後，羅素在施蒂利亚大獎賽以第11名發車。這標誌著威廉姆斯自2018年巴西大獎賽以來首次在 Q2 亮相，也是自2018年意大利大獎賽以來車隊的最佳起跑位置。儘管這輛車的速度比 FW42 有所提高，但威廉姆斯在一個賽季中未能獲得一分，這主要是因為它在追趕其他賽車時的高靈敏度。拉塞爾有很好的得分機會，尤其是在托斯卡納大獎賽，拉塞爾在第9名中跑了很長時間，最終獲得第11名，而在艾米利亚-罗马涅大獎賽他在安全車下撞墻失去得分機會。 最終，威廉姆斯在4場比賽中獲得第11名：分別在奧地利、意大利、托斯卡納和艾米利亞羅馬涅大獎賽造出，3個由拉迪菲提供獲得，1個由拉塞爾獲得。這將是自1976年以來威廉姆斯第一次在一級方程式賽季中以0分完成賽季。

### FW43B

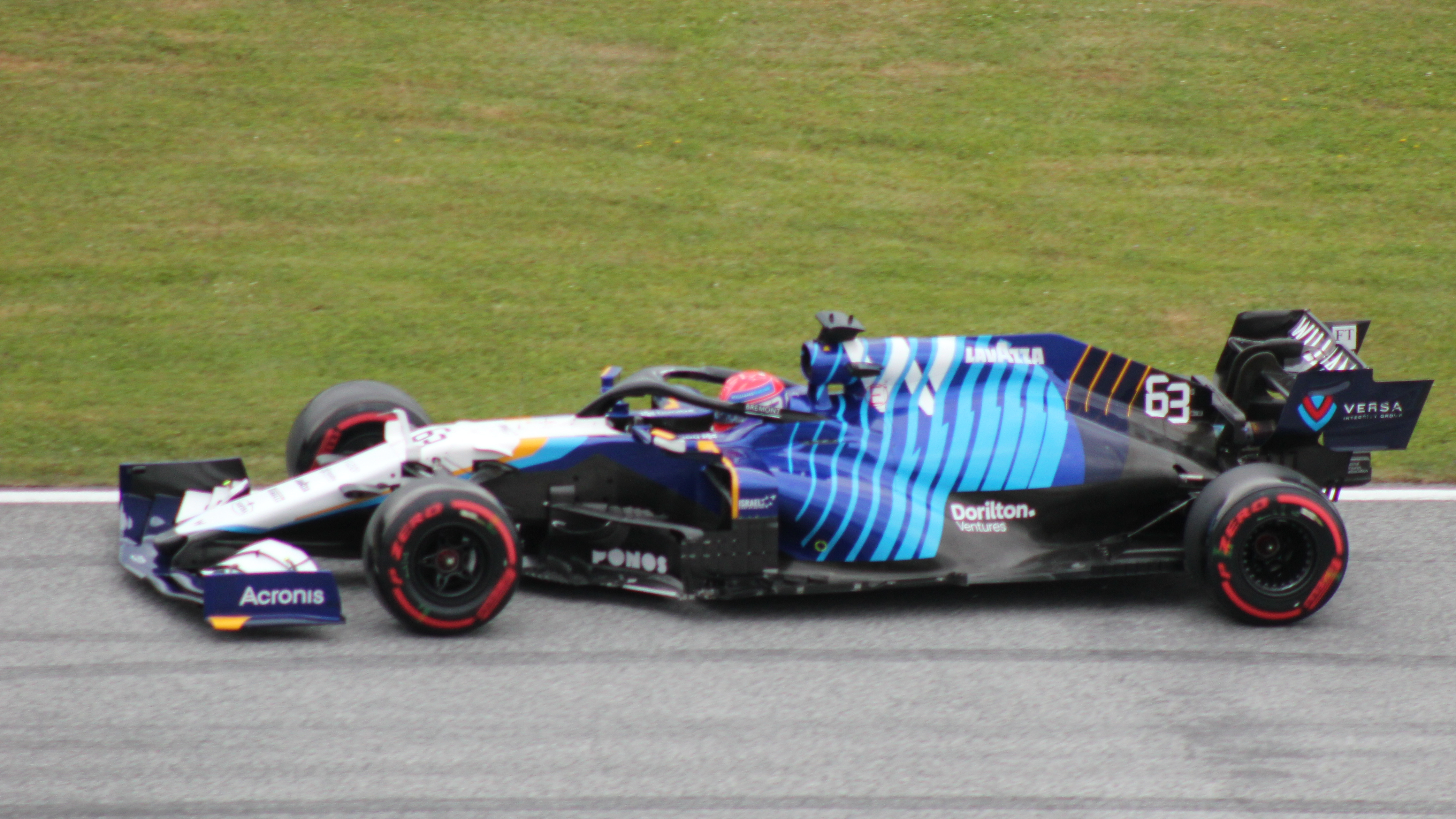
在2021年奧地利大獎賽自由練習期間駕駛FW43B的喬治·拉塞爾。

2021年3月，威廉姆斯推出了FW43B，以參加2021賽季的比賽。這輛車於2021年2月在銀石賽道進行了第一次試車，由喬治·拉塞爾和尼古拉斯·拉提菲駕駛。羅伊·尼西尼在季前測試的前兩天駕駛這輛車。他還在2021年西班牙大獎賽的第一次練習賽中駕駛了這輛車。最初，這輛車將在一個特殊的AR移動應用程式中推出，讓粉絲們可以在他們的桌子裡看到這輛車，但在發布之前，該應用程式被入侵了。因此，威廉姆斯決定取消該應用程式。這輛車的塗裝向威廉姆斯的成功過去以及向弗兰克·威廉姆斯致敬，他創立了這支車隊，但在2020年意大利大獎賽之後離開了。FW43B是第一輛在沒有威廉姆斯家族管理車隊的情況下參加完整賽季比賽的賽車。該車在巴林大獎賽上首次亮相。在2021年艾米利亚-罗马涅大奖赛上，拉迪菲和拉塞爾在分別與尼基塔·馬澤平和瓦尔特里·博塔斯碰撞後退賽。
這輛車代表著在排位賽和比賽速度上上向前邁出了一大步，拉塞爾經常挑戰前10名的排位賽位置，而車隊在賽季中期在法國和奧地利錯失了積分機會。車隊最終在匈牙利大獎賽上取得了本賽季的第一分，拉蒂菲和拉塞爾分別在客場獲得第8和第9名，由於塞巴斯蒂安·維特爾被取消資格他們隨後分別提升一位。結果為車隊帶來了10分，讓車隊超越了哈斯和阿爾法羅密歐，在車隊積分榜上排名第8。
在比利時比賽中，羅素在混亂的濕滑賽道中以驚人的最後一圈在排位賽中獲得了第二名。第二天，惡劣天氣情況意味著比賽被腰斬，在安全車的情況下跑了3圈，然後被紅旗腰斬。羅素以第二位完賽，而拉迪菲受益於罰退，以第九位完賽。因此，威廉姆斯自2017年阿塞拜疆大獎賽以來首次登上領獎台，連續第二場比賽獲得積分，並將他們的積分翻倍至20分，在車隊積分榜上排名第8，使車隊領先最接近的競爭對手阿爾法羅密歐17分。

## 完整一級方程式參賽記錄

### 2020（FW43）
(賽果底色示意列表)

粗體－桿位 斜體－最快圈速 * – 賽季進行中 

† –  車手未完成賽事，但已完成90%的原定賽程，因而有排名 

‡ –  由於未完成預定距離的75％，因此該場比賽只能獲得一半積分 

| 奧     |              | 匈                                    | 英 | 周年 | 西              | 比  |    | 托 | 俄 | 艾費 | 葡 | 艾米 | 土 | 巴林 | 薩 | 阿  |    |     |     |    |     |    |      |   |
| 2020年 | 威廉姆斯FW43 | Mercedes M11 EQ Performance 1.6升V6 t | P  |      |                 |     |    |    |    |      |    |      |    |      |    |     |    |     |     |    |     |    |      |   |
| 2020年 | 威廉姆斯FW43 | Mercedes M11 EQ Performance 1.6升V6 t | P  | 6    | 尼古拉斯·拉提菲 | 11  | 17 | 19 | 15 | 19   | 18 | 16   | 11 | Ret  | 16 | 14  | 18 | 11  | Ret | 14 | Ret | 17 | 10th | 0 |
| 2020年 | 威廉姆斯FW43 | Mercedes M11 EQ Performance 1.6升V6 t | P  | 63   | 喬治·羅素       | Ret | 16 | 18 | 12 | 18   | 17 | Ret  | 14 | 11   | 18 | Ret | 14 | Ret | 16  | 12 |     | 15 | 10th | 0 |
| 2020年 | 威廉姆斯FW43 | Mercedes M11 EQ Performance 1.6升V6 t | P  | 89   | 韩世龙          |     |    |    |    |      |    |      |    |      |    |     |    |     |     |    | 16  |    | 10th | 0 |
| 來源:  |              |                                       |    |      |                 |     |    |    |    |      |    |      |    |      |    |     |    |     |     |    |     |    |      |   |

### 2021（FW43B）
(賽果底色示意列表)

粗體－桿位 斜體－最快圈速 * – 賽季進行中 

† –  車手未完成賽事，但已完成90%的原定賽程，因而有排名 

‡ –  由於未完成預定距離的75％，因此該場比賽只能獲得一半積分 

| 年份   | 底盤          | 動力單元（Power unit）            | 輪胎 | 車號 | 車手            | 大獎賽 | 大獎賽 | 大獎賽 | 大獎賽 | 大獎賽 | 大獎賽 | 大獎賽 | 大獎賽 | 大獎賽 | 大獎賽 | 大獎賽 | 大獎賽 | 大獎賽 | 大獎賽 | 大獎賽 | 大獎賽 | 大獎賽 | 大獎賽 | 大獎賽 | 大獎賽 | 大獎賽 | 大獎賽 | 積分   | 名次 |
| ------ | ------------- | --------------------------------- | ---- | ---- | --------------- | ------ | ------ | ------ | ------ | ------ | ------ | ------ | ------ | ------ | ------ | ------ | ------ | ------ | ------ | ------ | ------ | ------ | ------ | ------ | ------ | ------ | ------ | ------ | ---- |
| 年份   | 底盤          | 動力單元（Power unit）            | 輪胎 | 車號 | 車手            | BHR    | EMI    | POR    | ESP    | MON    | AZB    | FRA    | STY    | AUT    | GBR    | HUN    | BEL‡   | DUT    | ITA    | RUS    | TUR    | USA    | MXC    | SAP    | QAR    | SAU    | ABU    | 積分   | 名次 |
| 2021年 | 威廉姆斯FW43B | 梅賽德斯F1 M12 EQ Power+ 1.6升V6t | P    |      |                 |        |        |        |        |        |        |        |        |        |        |        |        |        |        |        |        |        |        |        |        |        |        |        |      |
| 2021年 | 威廉姆斯FW43B | 梅賽德斯F1 M12 EQ Power+ 1.6升V6t | P    | 6    | 尼古拉斯·拉提菲 | 18†    | Ret    | 18     | 16     | 15     | 16     | 18     | 17     | 16     | 14     | 7      | 9      | 16     | 11     | 19†    | 17     | 15     | 17     | 16     | Ret    | 12     | Ret    | 第八名 | 23   |
| 2021年 | 威廉姆斯FW43B | 梅賽德斯F1 M12 EQ Power+ 1.6升V6t | P    | 63   | 喬治·羅素       | 14     | Ret    | 16     | 14     | 14     | 17†    | 12     | Ret    | 11     | 12     | 8      | 2      | 17†    | 9      | 10     | 15     | 14     | 16     | 13     | 17     | Ret    | Ret    | 第八名 | 23   |
| 來源:  |               |                                   |      |      |                 |        |        |        |        |        |        |        |        |        |        |        |        |        |        |        |        |        |        |        |        |        |        |        |      |